# Ausilio
Ausilio  è un nome proprio di persona italiano maschile.

## Varianti
- Ipocoristici: Silio
- Femminili: Ausilia[2][3]

### Varianti in altre lingue
- Catalano: Auxili[4]
- Latino: Auxilius[1][2], Ausilius[2]
- Spagnolo: Auxílio[4]

## Origine e diffusione
Deriva dal termine latino auxilium, che vuol dire "aiuto", "soccorso", attestato come supernomen e poi come nome personale già in età imperiale; la sua diffusione moderna, oltre che al culto di diversi santi così chiamati, è dovuta anche alla venera zione verso la Beata Vergine Ausiliatrice (o "del Buon Ausilio"), un titolo con cui è venerata la Madonna.
In Italia è diffuso al Nord, al Centro e in Sardegna; trattandosi di un nome devozionale mariano, è maggiormente utilizzato al femminile (con 4000 occorrenze contro 700, secondo dati raccolti negli anni Settanta).

## Onomastico
L'onomastico si può festeggiare in una delle date seguenti:
- 19 marzo, sant'Ausilio, compagno di san Patrizio, vescovo di Killossey (vicino a Naas)[5]
- 24 maggio, festa della Madonna Ausiliatrice[6]
- 27 novembre, sant'Ausilio, martire ad Antiochia con i santi Basileo e Saturnino[4][5]

## Persone
- Ausilio Priuli, archeologo italiano